# Articulación (música)

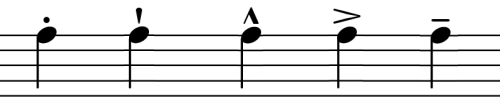
Figura 1. Ejemplos de articulaciones, de izquierda a derecha:
staccato, staccatissimo, marcato, acento y tenuto.

La articulación en música alude a la forma en que se produce la transición de un sonido a otro o bien sobre la misma nota. Se trata del conjunto de elementos que definen las diferentes posibilidades en las que se pueden conectar entre sí las notas que conforman una melodía o por extensión los acordes que conforman una sucesión de acordes en un pasaje o composición homofónico. Estas posibilidades se diferencian básicamente en función de tres elementos:
- el ataque de cada nota;
- la caída de cada nota;
- el grado de interrupción o de continuidad del sonido existente entre las distintas notas.

En su conjunto, la articulación tiene uno de los efectos más importantes sobre la expresión de la música.

## Historia
Lo que podemos saber de la articulación en los períodos históricos previos a la invención de los sistemas de grabación y reproducción del sonido queda circunscrito a lo que pueda provenir del estudio de los tratados teóricos y a lo que se conserva anotado en partituras de la época. Dado que la notación musical ha ido siendo progresivamente más explícita para expresar la voluntad del compositor, cada vez se ha dispuesto de una notación que ha expresado con mayor fidelidad la articulación que pedía el autor. En todo caso, nada puede hacer suponer que en las épocas en que este extremo no quedaba recogido por escrito, no se fuera sensible a la articulación.
Las primeras muestras de notación referida a la articulación sobre las partituras datan del siglo XV y van aumentando en variedad, exactitud, matices y profusión desde entonces hasta el siglo XX.

## Tipos
Todos los matices y las gradaciones de la articulación se mueven entre dos extremos que responden a las denominaciones de legato y staccato.
- El legato, que significa ligado en italiano, expresa no solo una continuidad absoluta del sonido entre nota y nota, sino también que esta continuidad no se ve turbada ni por un aumento de la intensidad en el ataque de cada nota, ni por una disminución de esta en la caída.[5]
- Por su parte, el staccato, que también suele denominarse picado, sí representa una interrupción total del sonido entre nota y nota, sin que ello suponga una incidencia específica ni sobre el ataque ni sobre la caída.[6]

Los principales tipos de articulación son: legato, staccato (o picado), staccatissimo, portato (o picado-ligado), tenuto, acento, marcato y martellato (o también según la denominación francesa martelé). Cada uno de estos tipos viene representado en notación musical con un símbolo específico que se sitúa inmediatamente por encima o por debajo (según la plica de la nota esté orientada respectivamente hacia abajo o hacia arriba) de cada nota afectada por esta articulación.
| Signo | Nombre        | Abreviatura | Significado                                                                                  |
| ----- | ------------- | ----------- | -------------------------------------------------------------------------------------------- |
|       | Legato        | Leg.        | Ligado (sin interrupción del sonido).                                                        |
|       | Legatissimo   | Leg.        | Extremadamente ligado.                                                                       |
|       | Non Legato    | Non Leg.    | No Ligado.                                                                                   |
|       | Staccato      | Stacc.      | Destacar el sonido (con una pequeña interrupción del sonido).                                |
|       | Staccatissimo | Staccatiss. | Destacar con más ímpetu el sonido (con una gran interrupción del sonido).                    |
|       | Portato       | Port.       | Ligadura de expresión destacando el sonido de las notas.                                     |
|       | Non Portato   | Non Port.   | Sin ligadura de expresión destacando el sonido de las notas.                                 |
|       | Tenuto        | Ten.        | Leve tensión sobre la nota.                                                                  |
|       | Acento        |             | La nota se ejecuta más fuerte que cualquier nota sin acentuar.                               |
|       | Marcato       |             | La nota se ejecuta mucho más fuerte que cualquier nota sin acentuar.                         |
|       | Calderón      |             | Nota que se prolonga a voluntad del intérprete deteniendo el pulso observado hasta entonces. |

Como en tantos otros aspectos, la nomenclatura con que se expresa la articulación musical está compuesta de términos mayoritariamente italianos.
En líneas generales se puede decir que para movimientos lentos se utilizan articulaciones más suaves como legato o portato y para movimientos rápidos articulaciones más marcadas como staccato o bien combinaciones de ligaduras con staccato. Si bien, en la escritura contemporánea esto ya varía enormemente.

### Articulaciones de duración
Hay tres articulaciones que afectan a la duración de una nota musical o acorde. Son el staccatissimo, el staccato y el tenuto. En la siguiente figura se muestran estos signos de articulación junto con una nota que no lleva signo alguno ordenados de menor a mayor duración. De tal manera que el staccatissimo es el valor más corto, le sigue el staccato, a continuación aparece la nota sin articulaciones y el tenuto. Estas dos últimas indicaciones también pueden representar duraciones idénticas.

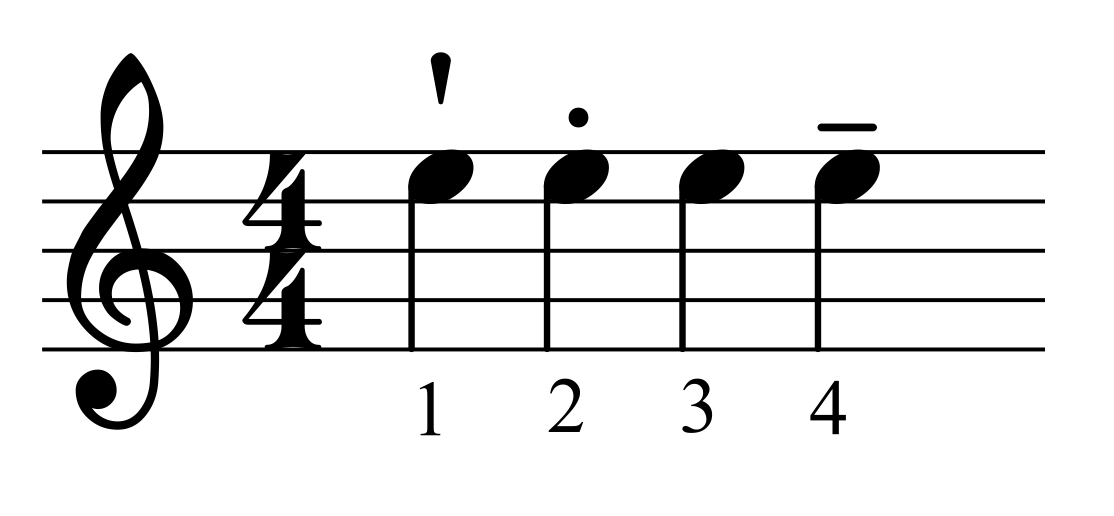
Figura 2. Articulaciones de duración:
1. Staccatissimo 2. Staccato 3. Nota sin articulaciones 4. Tenuto.

### Articulaciones de intensidad
Hay tres articulaciones que afectan a la intensidad con la que se ataca una nota musical o acorde. Son el tenuto, el acento y el marcato. El signo de tenuto puede funcionar como una articulación de duración o bien de intensidad. En la ilustración siguiente se representan estos signos de articulación junto con una nota que no lleva signo alguno ordenados de menor a mayor intensidad. Empieza con la nota sin articulaciones que es el valor que se ataca con menor intensidad, le sigue el tenuto, a continuación aparecen el acento y el marcato.

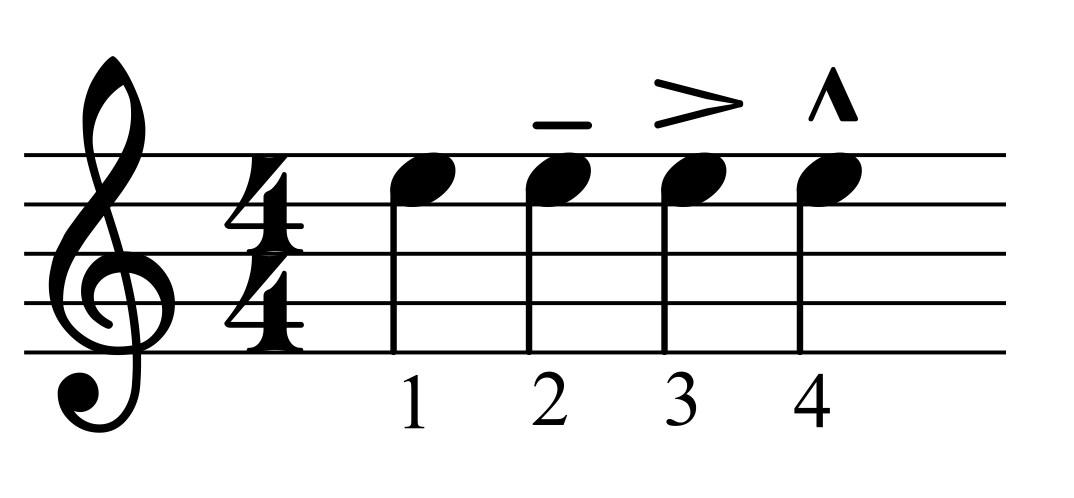
Figura 3. Articulaciones de intensidad:
1. Nota sin articulaciones 2. Tenuto 3. Acento 4. Marcato.

### Articulaciones combinadas
En ocasiones, las articulaciones se pueden combinar para crear sonidos exactos estilística o técnicamente. Por ejemplo, cuando los signos de staccato se combinan con ligaduras de expresión el resultado se conoce como portato o legato articulado. Los signos de tenuto bajo una ligadura de expresión se llaman «ganchos de arco» para cuerda frotada. Esta denominación también se aplica aunque con menos frecuencia a los signos de staccato o martellato.

### Apagados
Los apagados hacen referencia a las notas que se tocan «apagadas» o «silenciadas», sin sostener. El término se escribe por encima o por debajo de las notas con una línea punteada o discontinua dibujada hasta el final del grupo de notas que debe interpretarse «apagado». Esta técnica es empleada principalmente para instrumentos de cuerda frotada o pulsada. Los compositores modernistas se refieren al apagado como palm mute. En la guitarra el músico amortigua las cuerdas con la palma de la mano y puntea con el pulgar. Pueden encontrarse muestras de apagados en la obra del compositor para guitarra española, Gerardo de Altona.

## Representación gráfica
La mayor parte de las articulaciones suelen ofrecer tres modalidades en las que pueden aparecer representadas en las partituras o partichelas:
1. Mediante una palabra, como puede ser legato, tenuto, staccato, etc., escrita sobre el pasaje que se tocará conforme a dicha articulación. Esta opción se suele emplear cuando la indicación afecta a un pasaje muy largo o bien a todo un movimiento de una pieza, añadiendo el término correspondiente al inicio del pasaje o movimiento.
2. Mediante abreviaturas, tales como leg., ten., stacc., etc., escritas encima de la nota o pasaje que se tocará conforme a tal indicación.
3. Mediante un signo gráfico determinado (ver Tabla de articulaciones) que generalmente se coloca por encima de las notas si las plicas apuntan hacia abajo y por debajo si las plicas apuntan hacia arriba. En el caso de las redondas que carecen de plicas, se actúa como si la tuviesen; de tal forma que el signo se colocará por encima o por debajo de la nota en función de su ubicación en el pentagrama. Por último, cuando las direcciones de las plicas son distintas el signo de articulación se dibuja siempre por encima.

- El legato se expresa habitualmente mediante una ligadura que abarca todas las notas que deben permanecer unidas por esta indicación.
- El staccato se representa a través de un pequeño punto.
- El staccatissimo utiliza unas pequeñas líneas verticales o cuñas en lugar de puntos para indicar un staccato más marcado.

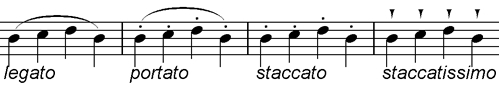
Figura 4. Articulaciones desde legato hasta staccatissimo.

## Técnicas interpretativas
La articulación es un elemento importante tanto en el proceso de creación, ya sea de composición o de improvisación, como en el de la interpretación, ya sea por parte de un instrumentista, cantante o director. Desde este punto de vista hay que tener en cuenta que, al igual que sucede con otros elementos que afectan a ambos procesos (tempo, agógica...), en los estilos en los que el ejecutante 'interpreta' la voluntad del compositor a través de una notación que no expresa con exactitud absoluta los parámetros que regulan la articulación, puede haber diferencias importantes de articulación entre lo imaginado por el autor y lo interpretado; y por tanto también entre versiones diversas de una misma obra. 
Varios elementos circunstanciales que confluyen en la interpretación o, mejor, en una interpretación concreta, pueden condicionar la articulación requerida. Entre estos destaca la acústica del local donde esta tiene lugar. En general, una mayor reverberación exige una articulación con un mayor grado de separación entre las notas. 
La correcta ejecución de las diferentes articulaciones y su adecuada inserción dentro del discurso musical suelen ser una parte importante en el proceso de aprendizaje de todos los instrumentos. La ejecución de cada articulación no puede ser medida ni determinada de manera matemática, sin embargo se han elaborado tablas con posibles aproximaciones a las interrupciones que representan algunas de las articulaciones habituales entre un sonido y el siguiente.
La articulación en la interpretación está muy directamente vinculada a la técnica de cada instrumento: la lengua en el caso de los instrumentos de viento, las articulaciones en especial del brazo y antebrazo en los instrumentos de cuerda frotada y en los de tecla, las articulaciones de los dedos en los instrumentos de cuerda pulsada y de tecla, etc. 

### En instrumentos de viento
Los instrumentos de viento generalmente articulan con la lengua o bien con el diafragma para ejecutar las separaciones que requieren articulaciones como el staccato.
Suelen proporcionarse algunas pautas, por ejemplo con la ayuda de ciertas sílabas, a los estudiantes de música para que traten de ejecutar correctamente las articulaciones. Existen diversas técnicas aplicables: 
- La técnica conocida como tonguing consiste en el uso de la lengua para interrumpir el flujo de aire en el instrumento.[4] La sílaba «dah», por ejemplo, se suele emplear para mostrar la correcta colocación de la lengua para articular. En la mayoría de los casos la articulación preferida consiste en utilizar la punta de la lengua, como en la sílaba «dah». Sin embargo, los diversos tipos de articulación requieren diferente colocación de la lengua. Los pasajes suaves y ligados pueden requerir una articulación más cercana a la sílaba «la», mientras que las notas fuertes y agudas pueden ser atacadas mediante una articulación similar a «tah».

- La aplicación del double-tonguing o doble tonguing puede ser necesaria cuando se requiere un gran número de articulaciones que se suceden rápidamente. La técnica del doble tonguing puede ser simulada mediante la repetición de las sílabas «dig» y «guh» en rápida sucesión. Otras sílabas para ejecutar doble tonguing son «tuh» y «kuh» o bien «tih» y «kuh», así como cualquier otra combinación de sílabas que utilizan la punta de la lengua detrás de los dientes y luego la parte posterior de la lengua contra la parte posterior de la boca. El doble tonguing es una articulación empleada principalmente por instrumentistas de viento metal, aunque su uso por intérpretes de viento madera es cada vez más común.

- El doodle tonguing es una tercera forma poco común de articulación para instrumentistas de viento. El nombre de esta articulación viene del sonido, doodle, que uno haría si fuera a sonar su voz al interpretar la articulación. Esta técnica se obtiene moviendo la punta de la lengua arriba y abajo con rapidez para bloquear el flujo de aire momentáneamente al ascender y de nuevo en el camino hacia abajo.

Las opciones anteriores son útiles para realizar interrupciones en el flujo del aire, sin embargo para interpretar un legato se requiere todo lo contrario ya que prohíbe la respiración entre las notas ligadas. Para evitar esa limitación en algunos instrumentos de viento se aplica la técnica de la respiración circular.

### En instrumentos de cuerda frotada
Los instrumentos de cuerda frotada aplican una serie de técnicas con el arco para ejecutar las diferentes articulaciones.
En este tipo de instrumentos cuando en cada nota se cambia la dirección del arco, las notas suenan separadas y por tanto se habla de notas separadas.
Por su parte, el legato consiste en que las notas sean tocadas en un solo movimiento del arco de tal forma que suenen unidas. En realidad se interpretan con un silencio brevísimo entre las notas, pero a menudo es casi imperceptible. Tal resultado puede obtenerse mediante movimientos de muñeca controlados en la mano del arco, a menudo enmascarados o mejorados con el vibrato. Este estilo de tocar legato también puede estar asociado con el uso del portamento.
Una técnica de interpretación en los instrumentos de cuerda frotada es el uso del pizzicato, en el que son tocados con los dedos produciendo un tipo de articulación cercana a los instrumentos de cuerda pulsada.